# Spartina townsendii
Spartina townsendii är en gräsart som beskrevs av Henry Groves och James Groves. Spartina townsendii ingår i släktet marskgräs, och familjen gräs. Inga underarter finns listade i Catalogue of Life.